# Prosselsheim
Prosselsheim è un comune tedesco di 1 218 abitanti, situato nel land della Baviera.